# Bagong, Guangxi
Bagong (kinesiska: 拔贡镇, 拔贡) är en köping i Kina. Den ligger i den autonoma regionen Guangxi, i den södra delen av landet, omkring 230 kilometer norr om regionhuvudstaden Nanning. Antalet invånare är 13449. Befolkningen består av 6 258 kvinnor och 7 191 män. Barn under 15 år utgör 15,0 %, vuxna 15-64 år 75 %, och äldre över 65 år 9,0 %.
Genomsnittlig årsnederbörd är 1 802 millimeter. Den regnigaste månaden är juni, med i genomsnitt 313 mm nederbörd, och den torraste är februari, med 38 mm nederbörd.